# 991年
| 千纪： | 1千纪                                                                                              |
| 世纪： | 9世纪 \| 10世纪 \| 11世纪                                                                          |
| 年代： | 960年代 \| 970年代 \| 980年代 \| 990年代 \| 1000年代 \| 1010年代 \| 1020年代                       |
| 年份： | 986年 \| 987年 \| 988年 \| 989年 \| 990年 \| 991年 \| 992年 \| 993年 \| 994年 \| 995年 \| 996年    |
| 纪年： | 辛卯年（兔年）；于阗天兴六年；契丹統和九年；北宋淳化二年；大理明聖三年；越南兴统三年；日本正曆二年 |

## 大事记
- 宋定難節度使李繼捧據夏州（陝西靖邊北）降契丹，契丹封為西平王。
- 薩拉森王國自埃及北攻黑衣大食，陷大馬士革，收敘利亞及巴勒斯坦入版圖。
- 8月10日发生马尔登战役，维京人与英格兰人在黑水河畔激战，比尔特诺斯伯爵战死。
- 質疑于格·卡佩擔任西法蘭克王國國王合法性的下洛林公爵查理被囚禁在奧爾良直到他於993年或之前逝世。

## 出生
- 令狐挺，北宋山陽（今江蘇淮安）人。
- 晏殊，北宋词人
- 滕宗諒，北宋官员
- 萧孝友，辽国官员

## 逝世
- 五代宋初文學家、書法家徐鉉
- 北宋初年名將潘美
- 王明，宋朝軍事人物。
- 钱惟濬，吴越忠懿王錢俶嫡子
- 孟玄喆，孟昶的长子、太子。
- 余庆，日本平安時代的僧人。
- 圓融天皇，日本第64代天皇
- 平兼盛，日本平安時代中期的歌人。